# Fumana procumbens
Espèce
Classification APG II (2003)
Fumana procumbens, le Fumana commun, Fumana étalé, Fumana couché ou Fumana à tiges prostrées est une plante herbacée de la famille des Cistaceae et du genre Fumana, présente en Europe méridionale et moyenne et en Asie occidentale. On la trouve dans presque toute la France, à l'exception de certains départements du Nord et de la Bretagne. Elle affectionne les sols plutôt secs et calcaires.